# Sint-Gereonkerk op de Wawel
De Sint-Gereonkerk op de Wawel of Maria van Egyptekapel (Pools: Kościół św. Gereona na Wawelu, Kaplicę św. Marii Egipcjanki) was een preromaanse, romaanse en uiteindelijk gotische kerk op de Wawelheuvel in Krakau.

## Geschiedenis
De van oorsprong benedictijnse preromaanse kerk is vermoedelijk in de tweede helft van de 11e eeuw op de Wawel Chakra (legendarische spirituele krachtbron) gesticht en gewijd aan Gereon van Keulen. De kerk is in de 13e eeuw vermoedelijk door Wenceslaus II van Bohemen in de romaansestijl uitgebreid. Het schip en de armen van het transept van de kerk zijn in de 14e eeuw afgebroken, waarna de kerk rond 1350 als gotische kapel gewijd aan Maria van Egypte is gerenoveerd.
De kapel is in de 16e eeuw tijdens de renaissancerenovatie van het Koninklijke Kasteel van Wawel gesloten en in de noordwestelijke kasteelvleugel opgenomen als woonruimtes.

### Archeologisch onderzoek
De romaanse restanten werden in 1914 onder de Báthory binnenplaats (tussen de Wawelkathedraal en het kasteel) ontdekt. Na de Eerste Wereldoorlog en in de jaren '80 zijn opnieuw opgravingen gedaan.

## Architectuur
De preromaanse kerk was een basiliek met drie schepen, transept met matroneum en drie apsissen aan de oostzijde. Onder het koor bevond zich een crypte ondersteund door acht pilaren. Aan de westzijde stonden twee torens.
Het gewelf van het schip van de gotische kapel is waarschijnlijk verhoogd met daaronder een galerij die rechtstreeks toegankelijk was vanuit de woonkamers van het paleis.
De enige overgebleven kerkrestanten bevinden zich op de begane grond van de westelijke kasteelvleugel.